# フグ
フグ（河豚、鰒、鮐、魨、鯸、鯺、吹吐魚、鯸䱌）は、フグ目、特にフグ科に属する魚の総称。
本項目では主に、フグの文化的側面について解説する。分類学的側面についてはフグ科を参照のこと。フグ科に属さないフグ（ハコフグ、ハリセンボンなど）は各項目を参照。
およそ120種の魚がフグ科に分類される。そのうち食用とする種として、トラフグ、マフグなどが有名。食用可能な部位はフグの種類や漁獲場所によって異なるため、素人によるフグの取扱いや調理は危険である。実際、日本における食中毒の原因のほとんどがキノコとフグであり、フグによる事故の多くは無免許や素人による調理とされる。

## 特徴

### 体形的特徴
敵を威嚇するために体を膨らませる姿がよく知られる。この姿から英語では「ふくらむ魚」という意味を持つ語（puffer fish）で呼ばれる。胃の腹面の膨張嚢に空気や水を吸い込んで体の体積を2倍以上にすることができる。腹部にとげ状の短い突起がある種もいる。
歯（顎歯）がよく発達しており、これが融合した強靭な4つの歯を持つ。フグ科の学名もこの「4枚の歯」に由来する。噛む力は細い針金程度なら容易に切断できるほど強いため注意が必要。養殖のものでは、フグ同士がストレスにより喧嘩で噛みつき合って怪我をし、品質が落ちるだけでなく怪我が原因で病気になることもあるため、「歯切り」が行われることもある。主に海水魚だが、汽水や淡水に生息する種もいる。
一般的に硬骨魚はまぶたを持たないが、フグは油瞼という膜で目を覆っている。といっても瞬間的に開閉するものではなく、十数秒かけてゆっくりと閉じたり開いたりする。
多くの種において、内臓や皮膚、血液、筋肉の全部または一部に毒性のあるテトロドトキシンを持つ。クサフグなどのフグ毒の成分は主にテトロドトキシンであるが、微量のサキシトキシンも含まれる。また、ハコフグはテトロドトキシンを蓄積せず、パフトキシンを蓄積する。
フグの毒化の原因については、フグ自身がフグ毒を産生しているとみる内因説と、餌など外部から取り込まれるとみる外因説があるが、フグ毒は海洋細菌によって産生され、食物連鎖によってフグの体内に蓄積されるとみる外因説が有力となっている。もともと有毒渦鞭毛藻などの有毒プランクトンや、ビブリオ属やシュードモナス属などの一部の真正細菌が生産したものが、餌となる貝類やヒトデなどの底性生物を通して生物濃縮され、体内に蓄積されたものと考えられている。
天然のフグの場合、種によって毒化する部位が異なり、同じ種でも季節により毒の量が変わる。養殖のフグにおいてもその養殖方法によっては毒性を持つことがある。湾を仕切っての養殖法において有毒のフグが出現した報告例がある。近年、東北地方（岩手県以南）や茨城県の太平洋側では元からいるショウサイフグと、日本海から流入したとみられるゴマフグの交雑種が増えている。こうした雑種は有毒部位についての経験則が通用しない可能性があるとして、調査した水産大学校が注意を呼び掛けている。
フグはテトロドトキシンに対し高い耐性を持っているため、フグ自体が中毒することはない。ただし自然に蓄積する濃度のテトロドトキシンに耐えられるという意味であって、人為的に高濃度のテトロドトキシンを与えたならばフグも中毒をおこす。
近年、フグは分泌するテトロドトキシンを能動的にコントロールしていることが明らかになっている。
養殖時にテトロドトキシンの含有がない餌を与えると、咬み合いなど異常行動を引き起こすことが明らかになっている。
また異常行動時にテトロドトキシンを含有する餌を与えると収束することから、正常な活動のためには一定のテトロドトキシンが必要であるという見方もある。フグ毒については解明されていない部分が多いのが実情である。
- 1887年、高橋順太郎教授（東京帝国大学医学大学薬理学）と助教授の猪子吉人と共にフグ毒の研究を始め、1889年にフグ毒が生魚の体内にあること、水に溶けやすいことなどから、それがタンパク質（酵素）様のものでないことを証明し、毒力表を作成した[17]。
- 1907年 田原良純が分離に成功したフグ毒をテトロドトキシンと命名。鎮痛作用があることを発見した。
- 1950年 テトロドトキシンの単離結晶化に成功。
- 1964年 テトロドトキシンの化学構造が発表される。

## 名称

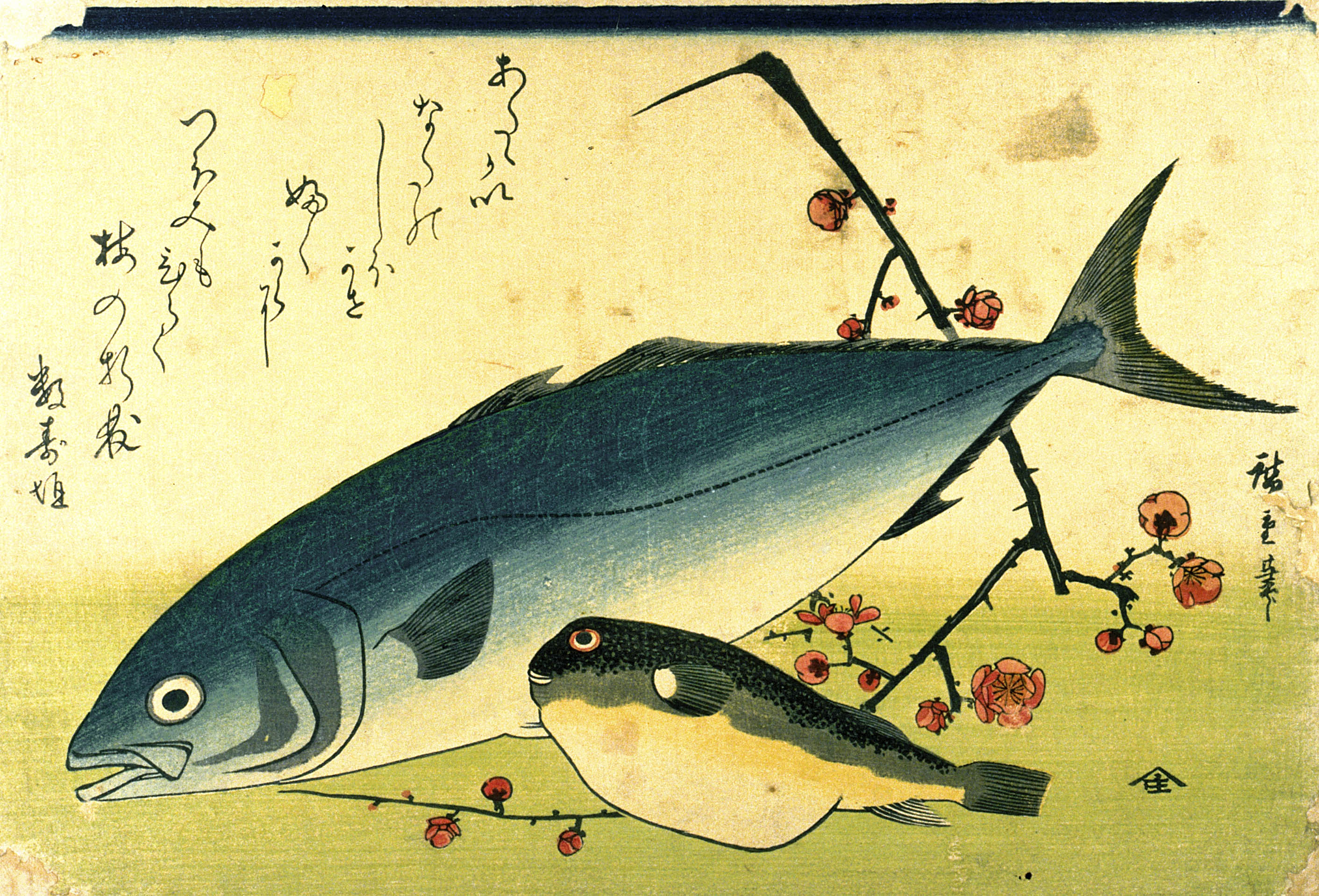
フグとブリを描いた歌川広重の浮世絵

### 河豚
漢字で「河豚」と表記するが、「河」と書くのは中国で食用とされるメフグが河川など淡水域に生息する種であるためで、また、このメフグが豚のような鳴き声を発することから「豚」の文字があてられているとされる。
中国語では「河豚」「河豚魚」「河魨」という表記を使っている。『山海経』などの古典では「鮭」の字を当てている場合がある。

### 呼称
以下のような別称・地方名がある。
ふく
下関や北九州などでは「ふく」と呼ばれる。「不遇」あるいは「不具」につながる「ふぐ」ではなく、縁起をかついで「福」につながる「ふく」と呼ぶ。
てっぽう
大阪では「たまに（偶に）当たる」を「弾に当たる」「当たると死ぬ」に掛けた洒落から「てっぽう（鉄砲）」と呼ぶ。「てっさ（てっぽうのさしみ）」「てっちり（てっぽうのちり鍋）」という料理名はここから来ている。フグ食禁止令のために「テツ」の暗号が用いられたともいわれる。
がんば
長崎県島原地方でフグを指す方言「がんば」は、「がんば置いてでん食わんば（棺桶を置いてでも食わねば）」の略といわれている。
ナゴヤフグ（名古屋フグ）
瀬戸内海地方におけるナシフグ、コモンフグ、ヒガンフグ等の別称。「当たれば身の終わり（美濃・尾張）になる」→「尾張といえば名古屋」の連想から「ナゴヤフグ」となったとされる。
天然のフグを漁獲する方法は定置網、はえ縄、一本釣りなど多種多様である。天然物のトラフグは尻鰭が白く、しっかりとした尾鰭を持っている（尾鰭は黒色）。トラフグの代用食材となるカラスフグの場合には尻鰭も黒いため区別できる。
日本における食用フグの産地としては山口県下関市が有名であるが、下関はフグの産地というよりは集積地である。下関近海でもフグは獲れるが、それ以上の数のフグが天然物も養殖物も、日本全国や中国や韓国などの海外からも下関に集められる。下関がフグの本場と言われる理由として、明治期に全国で最初にフグ食が解禁になった地が下関であり（ふぐ料理公許第1号店は下関市の春帆楼。その後、山口県のみフグ食解禁の時期がしばらく続いた。）、それ以降の下関には多くのフグ料理店ができ、現在のフグ料理の多くが下関で考え出されたことなどが背景にある。これらに加え、フグは猛毒を蓄えているため、水揚げ後の加工が重要であるが、この加工業者や加工場が前述の歴史的背景などから下関に集積している点が大きい。
最近では水揚げ漁港の側で加工場などの整備を行い、地場の名産品とすべく独自ブランドを立ち上げるなどの努力も行われている。大阪府大阪市は消費で有名であり、愛知県日間賀島などもフグを観光として取り上げている。しかし、加工業者や加工場の質、数の問題もあり、漁獲されたフグの多くが下関に集中するという傾向にある。
輪島フグ
フグを食べる文化があまりなかった石川県輪島市が、ブランド化を図り始めたフグ。市内の料理店で3240円の統一料金でフグ料理を含むメニューを味わえるほか、輪島朝市では唐揚げを挟んだ「フグバーガー」が販売されている。輪島でのフグの地方名は「デブク」である。
讃岐でんぶく
香川県で水揚げされるナシフグに対し、香川県漁連が認定しているブランド。2010年3月に商標登録が認められた。
玄海とらふぐ
福岡県宗像市の漁港で、従来は下関漁港に水揚げしていたフグの一部をブランド化を目指して売り出したもの。
高級魚であるため養殖が行われている。養殖物のトラフグは天然物に比べて尾鰭が短く、全体的に黄色を帯びた色である。
愛媛県愛南町では陸上養殖が行われている。だが養殖の生産量が急増したのは、当時の水産庁によるトラフグ養殖推進の方針や、熊本県などのように養殖フグ生産地の各自治体による養殖マニュアルが作成された1991年以降である。当時ハマチ・鯛等を養殖していた業者がトラフグ養殖に転換し、生産量が増加した。平成後期になると無毒のフグを養殖できるようになった
2005年には佐賀県と嬉野町（現嬉野市）が厚生労働省に、フグ肝を食用として提供出来るよう特区を提案したが、現時点では100%の安全性が保証ができないと判断され却下されている。

## 流通

### 都道府県別
日本での県別漁獲量（2008年）は以下の通り。なお、全国の水揚げの約6割が大阪で消費されている。山口県下関市の唐戸市場は、日本最大級のふぐ（ふく）の取扱量を有する。
| 順位   | 都道府県 | 漁獲量 (t) | 構成比 |
| ------ | -------- | ---------- | ------ |
| 1      | 福岡     | 545        | 11%    |
| 2      | 山口     | 498        | 10%    |
| 3      | 島根     | 481        | 9%     |
| 4      | 長崎     | 366        | 7%     |
| 5      | 愛媛     | 341        | 7%     |
| 6      | 石川     | 339        | 7%     |
| 7      | 香川     | 274        | 5%     |
| 8      | 愛知     | 259        | 5%     |
| 9      | 富山     | 211        | 4%     |
| 10     | 三重     | 199        | 4%     |
| （計） | 全国計   | 5,207      |        |

| 順位   | 都道府県 | 漁獲量 (t) | 構成比 |
| ------ | -------- | ---------- | ------ |
| 1      | 長崎     | 2,496      | 60%    |
| 2      | 熊本     | 554        | 13%    |
| 3      | 香川     | 183        | 4%     |
| 4      | 兵庫     | 152        | 4%     |
| 5      | 福井     | 120        | 3%     |
| 6      | 佐賀     | 114        | 3%     |
| 7      | 山口     | 83         | 2%     |
| 8      | 鹿児島   | 15         | 0.4%   |
| 9      | 三重     | 1          | 0.02%  |
| （計） | 全国計   | 4,138      |        |

### 輸入
2002年、初めてフグの輸入量が国内生産量を上回った。2002年の輸入先の99%は中国であり、残り1%は韓国である。近年は養殖技術の向上により、これらの国の養殖フグも大量に輸入されている。
なお、中国産食品の安全性問題はフグ関連でも発生している。アメリカにおける、中国産のアンコウの切り身でのフグ・フグ毒の混入、及び日本と米国ハワイ州における中国産カワハギの切り身でのフグ・フグ毒の混入が代表例として挙げられる。

### 流通に関わる関連法規

#### 日本

##### 食用フグの種類と部位
日本近海においてもフグは数百種類生息しているが、種類によって毒を保有している部位が異なり、食用になる部位が全く無いものもいる。厚生省（現・厚生労働省）の「処理等により人の健康を損なうおそれがないと認められるフグの種類及び部位」によって食用可能なフグとされているのは21種で、可食部位も筋肉、皮、精巣のいずれかである。食用可能な種類と有毒種で見た目が似ているものがあり、キノコ類と同様、素人目には判断できない場合が多い。さらに同じ種類の場合にも毒性に個体差があるほか、生息海域や季節によって毒性に違いがみられる場合がある（日本近海産のクロサバフグは無毒であるが、南シナ海産のクロサバフグは皮膚が弱毒で卵巣と肝臓が猛毒であることが判明している）。
一般消費者に対する未処理フグの販売は禁止されている（食品衛生法第6条第2号参照）。

##### フグの取扱い
フグ取扱資格は、国内統一資格ではなく都道府県ごとに定められていて、資格名称や資格取得方法に違いがあり、届け出後講習会を受講するだけで資格が与えられる地域もあれば、試験により資格を取得する地域もある。東京都などは、ふぐ調理師試験の受験資格に一般の調理師免許を取得していることが条件の1つとなっている。更に、身欠きフグのみ取扱う場合でも、フグ取扱施設許可等を必要としたり、フグ加工品の販売を行う場合に届出を必要とする地域がある。
東京都を始めとする規制の厳しい自治体では、飲食店などでフグを料理用にさばくためには、フグの有毒部分の除去処理を行うことのできるフグ取扱施設の許可（届出の場合もある）とフグ取扱資格者がいる（無資格者がフグをさばくことは認められていない）ことが必要である。

##### 有毒部位の管理
盗難による悪用防止のため、施錠できる容器に保管して適切に廃棄しなければならない。東京都の条例では、除去したフグの内臓をまず (1) ステンレス製の鍵付き容器に保管し、(2) それを築地の除毒場で焼却し、(3) それを苛性ソーダで中和し、(4) それを地下に埋めることが義務づけられている。

#### 中国
西暦280年、晋朝に美味とされ食された記録がある。
北宋時代に成立した類書『太平広記』に「虎に似た模様を持つフグという魚は、うまく調理しないと食べた人が死ぬ」と説明している。
長江三鮮という長江の名物に含まれる。宋代では、解毒作用のあるセイタカヨモギや荻芽、菘菜等と共に食べると死なないとされた。
1990年に中華人民共和国衛生部によって出された『水產品衛生管理辦法』で市場での販売は禁止されているものの、一部の業者では政府の目を逃れてフグを提供したり、個人消費で中毒者が何度も確認されている。また、2016年4月に『關於有條件放開養殖河豚生產經營的通知』が発布され、養殖され無毒となったフグの流通のため養殖された一部の種（トラフグ、暗紋多紀魨）が条件付きで解禁された。

#### エジプト
エジプトでもフグは免許を有する者によって調理される。フグを象ったヒエログリフは「不満」を意味する。

#### ヨーロッパ
スエズ運河が開通したことにより、紅海に生息していた魚が地中海へ移動するレセップス移動が起きている。この移動した魚の中には、センニンフグが含まれており、地中海で漁網を含む漁具の破壊、貪欲な食欲から生態系へ影響が確認されている。こういった状況から、欧州連合（EU）から漁師へ1キロ当たり3ユーロの駆除費用を出すプログラムがある。
欧州連合（EU）では、2004年に全面的な販売禁止令が出ている。

## 利用

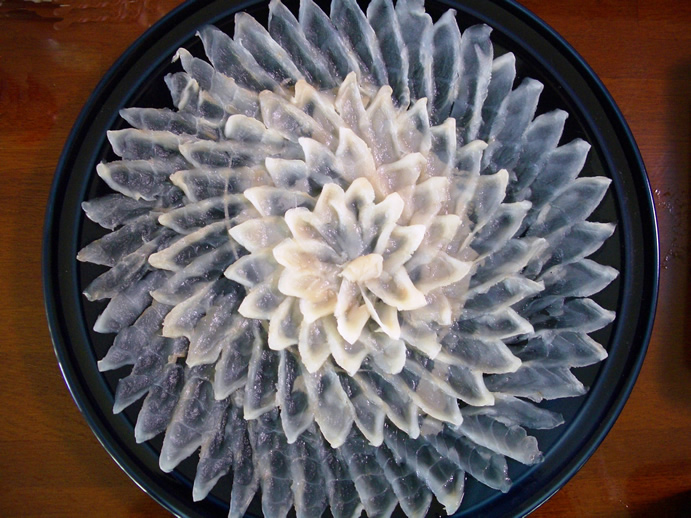
ふぐ刺し（薄造り）

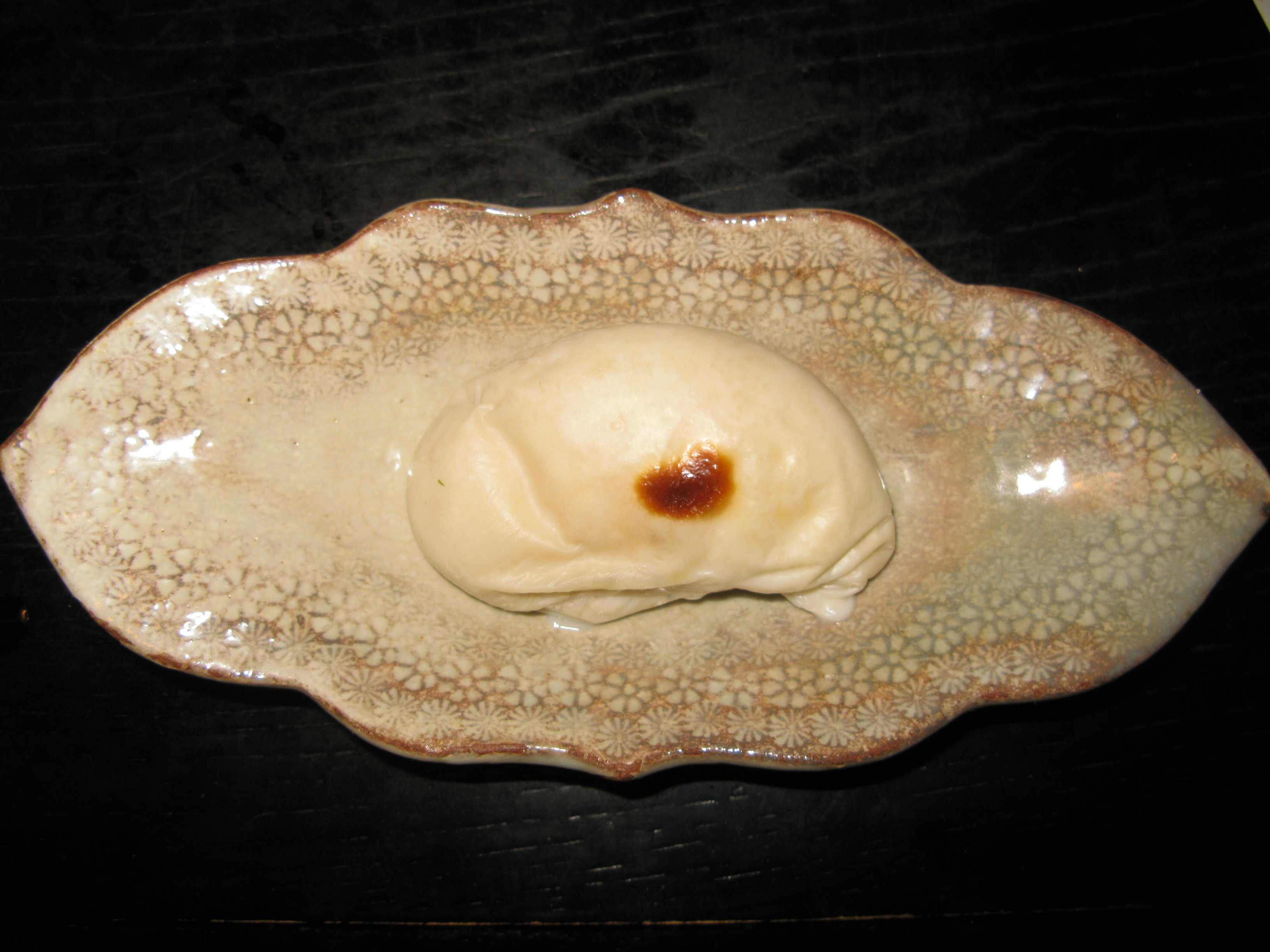
ふぐの白子焼き

- ふぐ刺し（てっさ）
- ふぐの白子
- から揚げ
- ふぐちり（ふぐ鍋・てっちり）
- 卵巣の糠漬け（石川県）
- ふぐざく

### 食材
食用にする種としてトラフグ、マフグなどが有名。特にトラフグが高級魚として知られる。フグ料理は、一般的に高級料理として旬の冬場に食べられ、食用フグの7割が京阪神地域で消費されており、特に大阪での消費量は全消費量の6割に達する。もっとも、近年は養殖により季節を問わず食べることが可能である。フグの肝臓（ハラワタ）は多くの食通をうならせる美味であり、日本には「フグは食いたし命は惜しし」という言葉があるように、中毒を覚悟してまで食べようとする者もいる。しかし、フグについての素人判断・素人料理は危険である。
フグ毒は通常の調理による加熱では分解できない。肉だけならどのフグも毒がないと思われがちだが、ドクサバフグなど一部肉にも毒がある種や、マフグやトラフグであってもドクサバフグなどと交配して筋肉に毒をもついわゆる雑種フグの存在が確認されているため免許を持たない者が自ら調理して食べることは危険である。
日本の河豚の卵巣の糠漬けのように特殊な加工法を用いることによって除毒した塩蔵品もある。しかし、どのような仕組みで分解されるのかは分かっていない。フグ卵巣糠漬では、食用可能な状態にまで減毒している理由として、古くから塩漬・糠漬中に卵巣から毒が桶に拡散するためと説明されている。実際、微生物によるフグ毒の毒力減少が認められていない。またテトロドトキシンは300℃以上に加熱しても分解されないので、限られた地域の許可を受けた業者のみが加工できる。この関係で、日本では食品衛生法でフグの卵巣など毒を持っている部位は個別の毒性検査によりその毒力がおおむね10MU/g以下であることを確認したもの以外は販売・調理・食用が禁じられている。
他、フグの肝臓を客に提供していた会員制フグ料理店『大阪とらふぐの会』が、大阪府警察から食品衛生法違反容疑で摘発された上、地元自治体から営業禁止の行政処分を受けた。その後、同店の経営者は同容疑で同府警に逮捕された。

#### 食用に関する日本の歴史
2300年前に記された『山海経』には、「フグを食べると死ぬ」との記載がある。一方、縄文時代の日本の里浜貝塚からはフグの骨が発見されており、少なくとも縄文時代からフグが食用にされていたと考えられている。実際にも同じく縄文時代の姥山貝塚の住居跡からは、5人の住人全員が何らかの急病で同時に死んだような状態の遺骨が発見されており、この住居跡からはフグの骨も発見されたことから、ここの住人たちはフグを食べて中毒死したのではないかとする説もある。
豊臣政権下の時代に行われた朝鮮出兵の際、兵士にフグによる中毒が続出したため、豊臣秀吉はフグ食禁止令を命じた。徳川氏に政権が変わってからも、武家では「主家に捧げなければならない命を、己の食い意地で落とした輩」として、当主がフグ毒で死んだ場合には家名断絶等の厳しい対応がなされたという。ただし、この罰則はあくまでも武家に対して課せられたものであり、武家以外の庶民たちは中毒の危険を覚悟の上でフグの味を楽しんでいた。
明治政府も1882年（明治15年）に河豚を食べた者を拘置・科料に処する法令を出した。しかし、その後、下関でフグを食した伊藤博文がそのうまさに感心し（諸説あり）、当時の山口県県令（知事）原保太郎に命じて、1898年（明治21年）、山口県に限り河豚食を解禁させる。さらに兵庫県が1918年（大正7年）、大阪府が1941年（昭和16年）に河豚禁令を解いている。その後フグ食の文化は山口県を中心に全国でも復活し、今日に至っている。フグの食用・調理にあたっての条例は1948年（昭和23年）に、大阪府が制定した『ふぐ販売営業取締条例』（昭和二十三年大阪府条例第五十五号）が最初である。
かつてはフグ毒に当たると頭だけ出して地面に埋めれば治るなどの俗信があったが、完全な迷信であり、全く効果はない。かまどで煮炊きをしていた時代では、煤が鍋に落ちると当たるとも言われていた。人間以外ではネコはフグを食べても中毒しないとも言われるが、これはただの俗信に過ぎず、実際にはネコの中毒死も多い。

#### フグによる食中毒
フグ毒の毒量は「マウスユニット (MU)」（20グラムのネズミを30分で死亡させる量が1マウスユニット）で表される。人間の場合5,000-10,000マウスユニットで致死量に至るが、フグ毒による事故では致死率が5.7%と言われており、他の食中毒よりも圧倒的に致死率が高い。
フグの毒に対しては、特異療法（解毒剤や血清）が未だに開発されておらず、神経毒であるテトロドトキシンが尿とともに排出しきって呼吸困難が収まるまで人工呼吸器を繋げることが唯一の治療法となる。強心剤、利尿剤の投与が主な対症療法。なお、トリカブト保険金殺人事件では、機序がテトロドトキシンと拮抗するアコニチン(トリカブト毒)の効果を遅らせるためにフグ毒を使用している。
素人調理による食中毒は後を絶たない。1996年から2005年の10年間に日本各地でフグによる食中毒は315件発生しており、31名が死亡している。その多くが資格を持たない一般人がフグを調理した結果起きている。

##### 2000年以降の日本の主な死亡事故
| 年月       | 年齢    | 備考・調理法                                                                    |
| ---------- | ------- | ------------------------------------------------------------------------------- |
| 2001年4月  | 60代    | 釣ったフグを自分で刺身に                                                        |
| 2002年5月  | 50代2名 | ふたりで釣ったフグを煮付けに                                                    |
| 2002年11月 | 60代    | 肝（有毒）                                                                      |
| 2003年11月 | 70代    | 友人からもらったフグの干物                                                      |
| 2005年5月  | 70代    | 自分でフグの味噌汁を作った                                                      |
| 2005年9月  | 50代    | 肝（有毒）                                                                      |
| 2006年3月  | 60代    | 自分でフグを調理                                                                |
| 2007年1月  | 60代    | 自分でフグを刺身に                                                              |
| 2007年8月  | 40代    | 肝臓（有毒）の味噌焼き                                                          |
| 2007年12月 | 60代    | 内臓（有毒）の煮付け                                                            |
| 2007年12月 | 40代    | 自分でフグを調理                                                                |
| 2008年5月  | 50代    | 釣ったフグを調理                                                                |
| 2011年1月  | 60代    | 自身が経営する寿司店で客と共に内臓を食べ死亡。ふぐ調理の免許なし。他1人も入院。 |
| 2014年10月 | 50代    | 同僚の調理練習の残りを自宅へ持ち帰り肝臓を食べて死亡。                          |
| 2020年11月 | 80代    | 自分でフグを調理                                                                |

##### 症状
摂食直後から2時間程度で症状が現れる。麻痺は6時間ほどかけて悪化する。毒の排出は約8時間で終わるが、症状が回復に転じるのは、12時間以降である。症状としては口や唇にしびれが生じ、それが周りへ広がる。その後に進行性の運動麻痺、知覚異常、自律神経障害などが発生し、最終的には呼吸筋が麻痺し、呼吸困難から呼吸麻痺が起こり死に至る。毒を含んだフグを食べてから症状が出るまでの時間は早ければ数分で、麻痺は急速に進行する。ただし、テトロドトキシンは血液脳関門を通過しにくい物質であるため、麻痺は中枢神経系への直接作用ではなく、末梢神経での伝導抑制により外的刺激に対して反応することができない状態であると考えるため、患者は外見上が昏睡状態になっても、脳波や聴性脳幹反応は正常であり、意識を失っていないと見られる。吸収が早いために、症状が出現した時点では胃洗浄は効果がないとされる。また腎からの排泄も早いために強制利尿や血液浄化（透析）の必要性もない。重要なことは、呼吸麻痺に陥った場合に人工呼吸器管理を行うことである。時代劇における暗殺描写で、食べた者が吐血するシーンがあるが、これはよりおどろおどろしく見せるための演出であり、そのような症例はない。
福田の分類
- I度 - 指先や口唇部および舌などの知覚障害
- II度 - 四肢の知覚障害、軽度の運動麻痺
- III度 - 全身の運動障害、反射の消失、発声不能、呼吸困難、血圧低下、胸内苦悶
- IV度 - 呼吸意識障害。

##### フグで中毒死した日本の著名人
- 福栁伊三郎
  - 大相撲力士、大正15年（1926年）2月11日
  - 福岡県戸畑市（現・北九州市戸畑区）の巡業先で、知人が差し入れたフグを食べる。帰路の船内で「どうもへんだ、やられたかな」と言い残して昏睡状態に陥り、いったんは回復したかに見えたが間もなく死亡。元関脇の人気力士の突然の死は角界に衝撃を与えた。同席してやはり中毒症状を発した行司の式守義松（後の廿四代目木村庄之助）は一命を取り留めている。

- 沖ツ海福雄
  - 大相撲力士、昭和8年（1933年）9月30日
  - 山口県萩市の巡業先で、部屋の若い力士が調理したちゃんこを食べて中毒死。現役の関脇で、大関取りを目前にしての死だった。

- 八代目坂東三津五郎
  - 歌舞伎役者・人間国宝、昭和50年（1975年）1月16日
  - 京都で公演中に料亭で肝を四人前食べて中毒死。食通として知られた三津五郎が、渋る板前に「もう一皿、もう一皿」とねだったことが問題になり、危険を承知の上で毒性の高い肝を四人前も食らげた三津五郎がいけなかったのか、フグ調理師免許を持っている板前の包丁さばきがいけなかったのかで、かつてなかった大論争を引き起こした。公判では板前の情状を酌量しつつもその「中毒死の予見可能性」における過失は覆いがたいとして、業務上過失致死罪及び京都府条例違反で執行猶予付きの禁固刑という有罪判決。それまではフグ中毒事件を起こした調理師に刑事裁判で有罪判決が下ることは稀だったことから、この判決は世間を驚かせ、以後「フグ中毒」といえば「三津五郎」の名が必ず引き合いに出されるほどになった。

#### 無毒フグ
フグのテトロドトキシンはフグが自ら作り出すものではなく、海中のエサとなる生物の食物連鎖によるものである。そのため人為的に無毒フグを生産することは可能である。
現代では養殖方法の進歩により、温泉水を利用して毒を持たないフグを育てることが可能になっている。長崎大学と小川水産は、共同研究により無毒のフグを育てる養殖方法を確立し、2004年に特許を取得し、それを販売している。
しかし、テトロドトキシンはフグの精神安定剤の役割を果たしていることが明らかになっており、毒を持たないフグはストレスで他の個体を傷つけるなど凶暴化してしまうこと、抵抗力が落ちて皮膚の病気にかかりやすくなるなど、本格的な産業養殖には様々な課題がある。
無毒のフグであっても、有毒部位を販売、提供することは、食品衛生法で禁止されている。

#### ホルマリン薬浴問題
魚体に寄生虫（代表的なものとしてエラムシ）が付着しやすいため、その対策が養殖業者の課題となっている。ホルマリンによる薬浴が手間のかからない方法であるといわれるが、発ガン物質でもあるホルマリンがフグの身へ残留することや、処理後の廃水を海へ廃棄することによる環境への影響、周辺の魚介類の汚染などが問題視されている。
2002年、東京水産大学は厚生労働省に対して、愛媛県と長崎県の養殖業者が寄生虫対策としてホルマリンを使用していることを指摘、これを受け両県が調査を実施した結果、2003年になって半数以上の業者が使用していたことが判明した。同問題発覚後に熊本県等の他の自治体でも調査を実施したところ、ホルマリンを使用している業者が多数見受けられた。この影響で長崎県では、しばらくホルマリンを使っていないフグまで出荷できなくなるなどの影響が出た。
また、ほぼ同時期に発生した真珠貝（アコヤガイ）の大量斃死では、アコヤ貝の死骸からホルムアルデヒド（ホルマリン）が検出された。近隣海域でフグ養殖業者以外にホルマリンを使う者が存在しない事から関連性を指摘される。その結果、フグ養殖業者と真珠養殖業者とが反目したほか、消費者団体によりホルマリン残留問題が提起されるなど社会問題にもなった。
その後、水産庁によるホルマリンの使用を禁止する通達が出され、各自治体によるホルマリンを使わない養殖マニュアルが作成され、養殖でのホルマリン使用量は減少したが、依然として一部の業者によるホルマリンの使用は続いており、イタチごっこの様相を呈している。
2009年、ほぼ全ての養殖業者でのホルマリン非使用が漁協にて確認されている。

### 観賞魚
汽水、淡水性のフグの一部の種は、観賞魚として人気がある（淡水フグ参照）。

### 工芸品
分厚く伸縮性に富むフグの皮を利用しふぐ提灯やふぐ笛などに加工される。他に台湾のヤミ族には籐のフレームにフグの皮を張った甲冑というものが存在していた。

### シンボル・マスコット

OpenBSDのマスコット・Puffy

- OpenBSD - Unix系のBSDオペレーティングシステムで、マスコットにハリセンボンのようなフグが使われている。